# Đường E 77 (Các Tiểu vương quốc Ả Rập Thống nhất)
E 77 (tiếng Ả Rập: إ ٧٧) là tuyến đường ở Các Tiểu vương quốc Ả Rập Thống nhất (UAE). Nó bắt đầu tại nút giao thông thứ 7 của đường Sheikh Zayed (E 11) gần Khu công nghiệp Jebel Ali và đi về phía nam tới thị trấn nội địa Hatta, giao cắt với Xa lộ Dubai-Al Ain (E 66). E 77 cuối cùng hợp nhất với E 44 tại Al Lehbab, đi đến Hatta.
Các địa danh và địa phương quan trọng của thành phố như Công viên Dubai Investment và Sân bay quốc tế Al Maktoum nằm trên đường E 77 đến Lehbab.